# Liste des cathédrales du Caire
Plusieurs confessions chrétiennes ont une cathédrale au Caire en Égypte :
- la cathédrale de la Nativité se rattache à l’Église copte orthodoxe, dans la ville en construction destinée à devenir la nouvelle capitale ;
- la cathédrale Notre-Dame-de-Fátima (en) se rattache à l’Église catholique chaldéenne ;
- la cathédrale Saint-Joseph se rattache à l’Église maronite ;
- la cathédrale Saint-Marc se rattache à l’Église copte orthodoxe ;
- la cathédrale de Tous-les-Saints (en) de Zamalek se rattache à la Communion anglicane.